# Paulus von Molfetta
Der Minorit Paulus war von 1294 bis 1304 Bischof von Molfetta. Über seine Herkunft und den Ort und die Zeit seines Eintritts in den Orden ist nichts bekannt.
Eine von Papst Coelestin V. eingesetzte Kardinalskommission hatte ihn 1294 erwählt und bestätigt, der Bischof von Civitate hatte ihm die Weihe erteilt, denn der Tod des letzten Bischofs, Angelus, war schon 1289 erfolgt und ein Elekt Jacobus verstarb kurz nach der Wahl 1293. Vorübergehend war der Erzbischof Roger von Santa Severina Administrator, bevor 1290 zwei Kanonikern von Molfetta die weltliche Verwaltung des Bistums übertragen wurde. Bonifaz VIII. widerrief die Maßnahmen seines Vorgängers, worunter auch die Ernennung des Paulus fiel. Von einem Aufenthalt des Paulus an der Kurie kündet eine kollektive Ablaßurkunde, die er gemeinsam mit elf anderen Bischöfen, vorwiegend aus dem Königreich Sizilien, im Jahre 1295 in Anagni, wo sich der Papst von Juni bis Oktober des Jahres aufhielt, für das Kloster Bleidenstadt ausstellte. Allerdings konnte Paulus seine Situation in Anagni noch nicht klären. Erst am 9. Dezember 1295 wurde die Ernennungsurkunde ausgestellt, nachdem er zunächst auf sein Amt verzichtet hatte, wodurch dem Papst das Reservationsrecht für Molfetta zufiel, der aber den bisherigen Amtsinhaber bestätigte.  Eine erneute Weihe war nicht notwendig und Paulus nahm in seiner Bischofsstadt Residenz, wo er 1297  in drei Urkunden erwähnt wird. Vor 1304 muss sich Paulus dann mit dem Franziskanerkonvent von Molfetta überworfen haben: dabei ging es um das Sepulturrecht, das dem Orden von den Päpsten mehrfach verbrieft worden war. Die Narratio des Mandats, das Benedikt XI. am 31. Mai an den Bischof von Gravina richtete, um der Klage des Guardians abzuhelfen, berichtet, der Bischof habe einen Leichnam durch seine Gefolgsleute rauben lassen, als die Franziskaner ihn zur Beerdigung trugen, außerdem seien die Leute des Paulus gewaltsam in den Konvent eingedrungen und hätten die Brüder in der Kirche angegriffen, zudem habe der Bischof unter Androhung der Exkommunikation den Gottesdienstbesuch in deren Kirche verboten, da der Provinzialminister exkommuniziert und daher auch der Umgang mit seinen Ordensbrüdern verboten sei. Über die Stichhaltigkeit der Vorwürfe und den Ausgang des Verfahrens wissen wir nichts. Auch Paulus taucht nicht mehr in den Quellen auf, ein Bischof von Molfetta findet sich erst wieder um 1321.